# François Timmerman
François Timmerman (Assebroek, 1 maart 1744 - Sint-Kruis, 7 augustus 1806) was burgemeester van de gemeente Sint-Kruis bij Brugge.

## Biografie
De landbouwer Timmerman was de zoon van Jan Timmerman en Petronilla Stevens. Hij trouwde in 1781 in Sint-Kruis met Isabella Clara Vanhoutte (1759-1784) bij wie hij twee dochters had, Rosa (1782-1794) en Maria (°1784). In tweede huwelijk trouwde hij met Isabella Theresia Billiet (1763-1796), van wie de enige zoon het jaar van zijn geboorte overleed (1785). Hij moest om zich heen dus veel sterfgevallen verduren.

## Burgemeester
Op 10 juli 1800 werd landbouwer François Timmerman geïnstalleerd als eerste burgemeester van de gemeente Sint-Kruis. Hij volgde hiermee Jan Jonckheere op die, als 'officier municipal', binnen het kanton Damme, verantwoordelijkheid voor het bestuur van Sint-Kruis had gedragen. Jonckheere had als adjunct Pieter Hoste junior gehad en die werd nu ook 'adjoint au maire' bij Timmerman.
Naast die beiden kwam er een gemeenteraad die bestond uit de herbergiers Charles Savaete en Johannes De Ceuninck en de landbouwers Jan Van Hoorickx, Joseph Van Ooteghem, Jan De Backer, Jan De Vlaminck, Judocus Van Cleemput en Jan De Groote. Ook de vroegere 'agent' Jan Jockheere was raadslid.
Als secretaris benoemde de raad (of werd van hoger hand opgelegd) Louis Van den Bulcke, die ook gemeentesecretaris was van Damme, Oostkerke, Moerkerke en Hoeke. Hij was degene die deze gemeenten, die voordien deel uitmaakten van het kanton Damme, bij elkaar hield.
Op 30 april 1806 diende Timmerman, om redenen van leeftijd en ziekte, zijn ontslag in. Hij werd opgevolgd door Valentin Jacoby.